# 絵の島
絵の島（えのしま）は、広島県江田島市沖美町にある島。2020年現在、瀬戸内海汽船所有の無人島であり、一般に開放、公開していないため許可なく上陸はできない。近隣の厳島（宮島）からも遠望ができる。

## 概要
面積0.21 平方km。最高点の海抜は35 m。島全体はコの字型をした湾を有する地形となっている。かつては小那沙美島と呼ばれた。
高台には安芸絵ノ島灯台が設置されている。1904年（明治37年）にこの島で初点灯した灯台は博物館明治村に移築され、「明治村小那沙美島燈台」として登録有形文化財に登録されている。
第二次世界大戦後、1955年（昭和30年）までは岩国基地に駐留したアメリカ軍向けの専用海水浴場となっていたが、その後、日本人に開放された。1982年（昭和57年）には、当時、テレビ番組にもなったマンガ『Dr.スランプ アラレちゃん』に登場するゲンゴロウ島に見立てた大規模なイベントが開催され、1日4000人しか入れない島に期間中10万人が訪れた。その後、船でしか訪れることができない海水浴場として開放されていたが、1990年（平成2年）を最後に閉鎖されている。